# Wenkbrauwheremietkolibrie
De wenkbrauwheremietkolibrie (Phaethornis stuarti) is een vogel uit de familie Trochilidae (kolibries).

## Verspreiding en leefgebied
Deze soort komt voor in zuidoostelijk Peru en centraal Bolivia.